# Ferdinand Budicki
Ferdinand Budicki (ur. 11 kwietnia 1871 w Zagrzebiu, zm. 25 czerwca 1951 tamże) – chorwacki pionier motoryzacji i lotnictwa. Budicki był podobno pierwszym, który prowadził samochód w swoim rodzinnym mieście, Zagrzebiu, oraz pierwszym, który otworzył salon samochodowy i warsztat w Chorwacji. W kwietniu 1901 pojechał z Wiednia do Zagrzebia Oplem (z 1899 roku), wprowadzając zamieszanie na drodze wśród ludzi i koni, którzy nie byli przyzwyczajeni do widoku pojazdów mechanicznych na drodze (samochód ten osiągał prędkość, według Budickiego, zaledwie 30 km/h).

## Życiorys
Ferdinand Budicki urodził się 11 kwietnia 1871 roku w Zagrzebiu. Jego rodzice, Marija (z domu Panian) i Ferdynand Budiccy, byli renomowanymi rzemieślnikami. Po ukończeniu dwóch klas szkoły realnej, młody Ferdinand najpierw szkolił się na ślusarza, następnie studiował mechanikę za granicą. Mieszkając w Wiedniu, zebrał wystarczającą kwotę pieniędzy na swój pierwszy rower, którego użył w 1897 roku podróżując po Europie i północnej Afryce (przebył podobno 17 323 km). W 1901 roku Budicki kupił używany samochód z fabryki Opel & Beyschlag w Wiedniu za 4000 koron austro-węgierskich. Uczony prowadzić przez Otto Beyschlaga i otrzymał dodatkowe szkolenia w formie obserwacji sterujących elektrycznym tramwajem podczas pracy. Później prowadził samochód z Wiednia do Zagrzebia, a w następnym roku pokonał tę samą trasę motocyklem. W 1905 roku latał balonem, lądując w pobliżu Velika Goricy, dziś na przedmieściach Zagrzebia.
28 sierpnia 1901 roku Budicki otrzymał prawo jazdy w Wiedniu. W roku 1910, Zagrzeb zaczął wydawać swoje własne dokumenty, licencja Budickiego przestała być więc ważna. Musiał zdać egzamin z jazdy ponownie. 27 lipca 1910 roku otrzymał prawo jazdy o numerze seryjnym 1. Jednakże, ponieważ żaden z członków komisji egzaminacyjnej nie wiedział jak jeździć, Budicki musiał nauczyć ich przed egzaminem. Budicki był również pierwszym, który otrzymał mandat za przekroczenie prędkości dnia 6 czerwca 1901 na ulicy Mavrova (dzisiejsza ulica Tomáša Masaryka).
Budicki rozpoczął własny biznes otwierając w 1899 roku sklep z rowerami i maszynami do szycia, o nazwie K touristu („Dla turystów”) na Mavrova Street 24. Na początku 1900 rozpoczął sprzedaż samochodów i motocykli. 1 czerwca 1906 roku Budicki założył pierwszy chorwacki Związek Motorowy, który utworzył się z 14 członków. Od 1910 do 1928 roku był generalnym dystrybutorem dla Forda w Królestwie Chorwacji i Slawonii. W 1929 roku uruchomił linię autobusową i taksówki na trasie z Zagrzebia do Sveti Ivan Zeliny. Rok później odszedł z biznesu samochodowego w wyniku krachu na giełdzie w 1929 roku, zachowując tylko warsztat samochodowy.
Budicki zmarł 25 czerwca 1951 w wieku 80 lat.

## Upamiętnienie
4 lipca 2013 otwarto Muzeum Samochodów Ferdinanda Budickiego w Zagrzebiu, honorujące pionierstwo Budickiego w tej dziedzinie.